# 1984-es Tour de France
Az 1984-es Tour de France volt a 71. Tour de France, amit 1984. június 29-e és július 22-e között rendeztek meg. Összesen 23 szakasz volt 4020 km-en keresztül. A versenyt Laurent Fignon nyerte meg, csak úgy mint az előző évit, aki 10 másodperccel jobbat kerekezett, mint Bernard Hinault. Frank Hoste nyerte el a zöld trikót, Robert Millar pedig a pöttyöset.

## Végeredmény
|    | Versenyző          | Csapat                 | Idő             |
| -- | ------------------ | ---------------------- | --------------- |
| 1  | Laurent Fignon     | Renault-Elf-Gitane     | 112 óra 03' 40" |
| 2  | Bernard Hinault    | La Vie Claire          | 10' 32"         |
| 3  | Greg LeMond        | Renault-Elf-Gitane     | 11' 46"         |
| 4  | Robert Millar      | Peugeot Shell Michelin | 14' 42"         |
| 5  | Seán Kelly         | Skil-Sem-Reydel        | 16' 35"         |
| 6  | Angel Arroyo       | Reynolds               | 19' 22"         |
| 7  | Pascal Simon       | Peugeot Shell Michelin | 21' 17"         |
| 8  | Pedro Munoz        | Teka                   | 26' l7"         |
| 9  | Claude Criquielion | Splendor-Mondial       | 29' 12"         |
| 10 | Phil Anderson      | Panasonic-Raleigh      | 29' 16"         |

## Szakasz eredmények
| Szakasz | Útvonal                                 | Táv (km) | Győztes                | Sárga trikós      |
| ------- | --------------------------------------- | -------- | ---------------------- | ----------------- |
| P       | Noisy-le-Sec - Noisy-le-Sec             | 5*       | Bernard Hinault        | Bernard Hinault   |
| 1       | Bondy - Saint-Denis                     | 149      | Frank Hoste            | Ludo Peeters      |
| 2       | Bobigny - Louvroil                      | 250      | Marc Madiot            | Jacques Hanegraaf |
| 3       | Louvroil - Valenciennes                 | 51**     | Renault                | Jacques Hanegraaf |
| 4       | Valenciennes - Béthune                  | 83       | Ferdi Van Den Haute    | Adri van der Poel |
| 5       | Béthune - Cergy-Pontoise                | 207      | Paulo Ferreira         | Vincent Barteau   |
| 6       | Cergy-Pontoise - Alençon                | 202      | Frank Hoste            | Vincent Barteau   |
| 7       | Alençon - Le Mans                       | 67*      | Laurent Fignon         | Vincent Barteau   |
| 8       | Le Mans - Nantes                        | 192      | Pascal Jules           | Vincent Barteau   |
| 9       | Nantes - Bordeaux                       | 338      | Jan Raas               | Vincent Barteau   |
| 10      | Bordeaux - Pau                          | 198      | Eric Vanderaerden      | Vincent Barteau   |
| 11      | Pau - Guzet-Neige                       | 226      | Robert Millar          | Vincent Barteau   |
| 12      | Saint-Girons - Blagnac                  | 111      | Pascal Poisson         | Vincent Barteau   |
| 13      | Blagnac - Rodez                         | 221      | Pierre-Henri Menthéour | Vincent Barteau   |
| 14      | Rodez - Domaine-de-Rouret               | 228      | Alfons De Wolf         | Vincent Barteau   |
| 15      | Domaine-de-Rouret - Grenoble            | 241      | Frédéric Vichot        | Vincent Barteau   |
| 16      | Les Echelles - La Ruchère-en-Chartreuse | 22*      | Laurent Fignon         | Vincent Barteau   |
| 17      | Grenoble - Alpe d’Huez                  | 151      | Luis Herrera           | Laurent Fignon    |
| 18      | Le Bourg-d'Oisans - La Plagne           | 185      | Laurent Fignon         | Laurent Fignon    |
| 19      | La Plagne - Morzine                     | 186      | Ángel Arroyo           | Laurent Fignon    |
| 20      | Morzine - Crans Montana                 | 141      | Laurent Fignon         | Laurent Fignon    |
| 21      | Crans Montana - Villefranche-en-Beau    | 320      | Frank Hoste            | Laurent Fignon    |
| 22      | Villié-Morgon - Villefranche-en-Beau    | 51*      | Laurent Fignon         | Laurent Fignon    |
| 23      | Pantin - Párizs                         | 196      | Eric Vanderaerden      | Laurent Fignon    |

A * jelölt szakaszok egyéni időfutamok voltak.

A ** jelölt szakaszok csapatidőfutamok voltak.